# Jean Duval
Jean Duval, OCD (22 de abril de 1597 - 10 de abril de 1669) foi um prelado católico romano que serviu como segundo bispo de Bagdade (1638–1669) e bispo de Ispahan (1638–1669).

## Biografia
Jean Duval nasceu em Clamecy, em França, no dia 22 de abril de 1597, e foi ordenado sacerdote na Ordem dos Carmelitas Descalços. No dia 16 de agosto de 1638, foi nomeado Bispo de Bagdá durante o papado de Urbano VIII. A 22 de agosto de 1638, foi consagrado bispo por Giovanni Battista Maria Pallotta, Cardeal-Sacerdote de San Silvestro in Capite, com Antonio Severoli, Arcebispo de Dubrovnik, e Tommaso Carafa, Bispo Emérito de Vulturara e Montecorvino, servindo como co-consagradores. A 25 de setembro de 1638, foi nomeado bispo de Ispahan pelo Papa Urbano VIII. Serviu como Bispo de Bagdade e Bispo de Ispahan até à sua morte a 10 de abril de 1669.